# Gustave Van Vaerenbergh
Gustaaf Van Vaerenbergh (Dilbeek, 19 agosto 1933) è un ciclista su strada belga Professionista dal 1954 al 1965.

## Carriera
Oltre ai numerosi successi in corse minori del Belgio, conquistò nel 1958 la Gullegem Koerse, corsa della quale è ad oggi il più anziano vincitore vivente

## Palmares
- 1953

Gran premio di Affligem
- 1958

Grand Prix de la Famenne
Gullegem Koerse
- 1961

Schelda-Dendre-Lys
- 1962

Tre giorni delle fiandre occidentali
- 1963
- Kampioenschap van Vlaanderen
- 1965

Prix de Saint-Liévin-Esse

### Altri successi
- 1949

Criterium di Lovendegem
Kermesse di Meise
- 1950

Kermesse di Nederbrakel
Kermesse di Borgerhout

## Piazzamenti

### Grandi giri
- Giro d'Italia

1962: ritirato